# Aerocar Motor Company
Aerocar Motor Company, vorher The Aerocar Company, war ein US-amerikanischer Hersteller von Automobilen. Eine andere Quelle nennt die Firmierung Aerocar Company.

## Unternehmensgeschichte
Das Unternehmen wurde 1906 in Detroit in Michigan gegründet und 1907 umbenannt. Zwischen 1906 und 1908 stellte es Automobile her. Der Markenname lautete Aerocar. Investor war Alexander Y. Malcomson, der vorher mit Henry Ford zusammenarbeitete. Konstrukteure waren Milton O. Reeves für luftgekühlte Motoren und Leo Melanowski für wassergekühlte Motoren.
Hudson übernahm 1908 das Werk.

## Fahrzeuge
Das Model A gab es nur 1906. Gleichzeitig war es das einzige Modell in diesem Jahr. Auf ein Fahrgestell mit 264 cm Radstand wurde eine fünfsitzige Tourenwagenkarosserie montiert. Der Vierzylindermotor leistete 24 PS.
Das Model C von 1907 hatte einen etwas schwächeren Motor mit 20 PS Leistung. Der zweisitzige Runabout hatte ebenfalls 264 cm Radstand.
Das Model D der Baujahre 1907 und 1908 entsprach bis auf die fünfsitzige Tourenwagenkarosserie dem Model C.
Das Model E gab es 1908. Radstand und Motor entsprachen den beiden vorgenannten Modellen. Ein Tourenwagen sowie ein dreisitziger Runabout waren erhältlich.
Das Model F der Baujahre 1907 und 1908 war ein fünfsitziger Tourenwagen mit 292 cm Radstand. Sein Vierzylindermotor leistete 40 PS.

## Modellübersicht
| Jahr | Modell  | Zylinder | Leistung (PS) | Radstand (cm) | Aufbau                         |
| ---- | ------- | -------- | ------------- | ------------- | ------------------------------ |
| 1906 | Model A | 4        | 24            | 264           | Tourenwagen 5-sitzig           |
| 1907 | Model C | 4        | 20            | 264           | Runabout 2-sitzig              |
| 1907 | Model D | 4        | 20            | 264           | Tourenwagen 5-sitzig           |
| 1907 | Model F | 4        | 40            | 292           | Tourenwagen 5-sitzig           |
| 1908 | Model D | 4        | 20            | 264           | Tourenwagen 5-sitzig           |
| 1908 | Model E | 4        | 20            | 264           | Tourenwagen, Runabout 3-sitzig |
| 1908 | Model F | 4        | 40            | 292           | Tourenwagen 5-sitzig           |